# Tigerzaunkönig
Der Tigerzaunkönig (Campylorhynchus zonatus) ist eine Vogelart aus der Familie der Zaunkönige (Troglodytidae), die in Mexiko, Belize, Guatemala, Honduras, El Salvador, Nicaragua, Costa Rica, Panama, Kolumbien und Ecuador verbreitet ist. Der Bestand wird von der IUCN als nicht gefährdet (Least Concern) eingeschätzt.

## Merkmale
Der Tigerzaunkönig erreicht eine Körperlänge von etwa 18,9 bis 19,0 cm bei einem Gewicht von ca. 28,3 bis 39,5 g. Er hat einen schwarzgrau gefleckten Oberkopf. Der Nacken ist schwarz und weiß, der Rücken schwarz und ausgewaschen weiß gestreift, gelegentlich mit kastanienfarbenen Bereichen. Die Handschwingen und die Armschwingen sind ebenfalls schwarz und weiß gestreift, der Schwanz mit matt schwarzen und ausgewaschenen weißen Binden insbesondere an den Seiten. Die Kehle und die Brust sind gelbbraun weiß mit rundem schwarzem Fleck, der Bauch ist orangegelbbraun. Die Augen sind rötlich braun, der Oberschnabel schwärzlich, der Unterschnabel etwas blasser und die Beine gelblich fleischfarben bis gelblich olivfarben.  Beide Geschlechter ähneln sich im Aussehen. Jungtiere haben einen schwärzlichen Oberkopf. Der Rücken ist gefleckt, aber nicht gestreift. Die gräuliche Brust hat keinen Fleck, der Bauch ist blass zimtfarbengelbbraun.

## Verhalten und Ernährung
Der Tigerzaunkönig ernährt sich überwiegend von Wirbellosen. Seine Futtersuche erfolgt in allen Straten. Seine Beute sucht er an losen Baumstämmen und Flechten. Manchmal klammert er sich mit Kopf nach unten an diese, ähnlich wie es so oft die Meisen machen. Sein Futter sucht er auf dem Boden, indem er Blätter umdreht. Gelegentlich mischt er sich unter andere Vogelgruppen.

## Lautäußerungen
Der Gesang des Tigerzaunkönigs besteht aus einer chaotischen Serie kratziger Töne. Normalerweise dauert eine Phrase ca. zwei bis drei Sekunden mit regelmäßigen Wiederholungen. Beide Geschlechter singen im Einklang. Zum  Alarmruf gehören laute und harte sek-sek, karrr-Laute.

## Fortpflanzung
Die Brutsaison des Tigerzaunkönigs ist von März bis August. In den Tiefebenen gibt es zwei Bruten pro Saison und nur eine in höheren Höhenlagen. Er ist ein kooperativ brütender Vogel. Das Nest wird vom Männchen oder beiden Partnern gebaut und hat eine kugelförmige Struktur mit ca. 25–30 cm Durchmesser. Es wird aus Pflanzenfasern, Stroh und Moos gebaut und mit Wolle und Haaren ausgekleidet. Es hat einen seitlichen Eingang mit ca. 10 cm im Durchmesser und das von oben durch ein Vordach geschützt ist. Es wird in 2 bis 30 Meter über dem Boden gebaut, ist von Epiphyten geschützten. Meist befindet es sich in 8 Metern oder mehr Höhe. Das Schlafnest wird meist von vielen Familienmitgliedern gebaut. Das Gelege besteht aus drei bis fünf weißen Eiern mit oder ohne einigen dunklen Flecken. Die Brutzeit ist vermutlich ca. 20 Tage. Die Küken werden von beiden Geschlechtern gefüttert, aber auch von den bis zu fünf Helfern, die wahrscheinlich halbwüchsige Verwandte sind. Die Nestlinge werden nach 18 bis 19 Tagen flügge. Nach dem Verlassen des Nests schläft die Familie gemeinsam, meist in verschiedenen Nestern.

## Verbreitung und Lebensraum
Der Tigerzaunkönig lebt in unterschiedlichen Lebensräumen. Hierzu gehören feuchte Tiefebenenwälder, Waldränder und selbst in gestörte Habitate. In den höheren Höhenlagen kommt er sowohl in Eichen- als auch in Kiefernwälder oder in feuchteren Gebieten mit Epiphytenwälder oder auch die Ränder vom Zypressenwäldern vor. Er bewegt sich in Höhenlagen von Meeresspiegel bis 3000 Metern.

## Migration
Der Tigerzaunkönig gilt als Standvogel. Es gibt keine Indikatoren, die auf saisonale Zugbewegungen in den Höhenlagen hinweist.

## Unterarten
Es sind sieben Unterarten bekannt:
- Campylorhynchus zonatus zonatus (Lesson, RP, 1832)[3] kommt im östlichen zentralen Mexiko vor.
- Campylorhynchus zonatus restrictus (Nelson, 1901)[4] ist in Veracruz und Oaxaca, Guatemala und Belize verbreitet. Die Unterart ist größer und stärker gefleckt als die Nominatform.[1]
- Campylorhynchus zonatus vulcanius (Brodkorb, 1940)[5] kommt von Chiapas bis Nicaragua vor. Die Subspezies ist weniger kräftig gelbbraun gefärbt. Sie hat keine Flecken und Streifen am Bauch.[1]
- Campylorhynchus zonatus costaricensis Berlepsch, 1888[6] ist im Osten Costa Ricas bis ins westliche zentrale Panama verbreitet. Die Unterart ist kleiner, der Steißbereich eher goldbraun. Sie hat einen kräftigeren schwarzen Fleck an Brust und Kehle.[1]
- Campylorhynchus zonatus brevirostris Lafresnaye, 1845[7] kommt vom Nordwesten Kolumbiens bis in den Nordwesten Ecuadors vor. Die Subspezies hat einen blasseren Bauch und Jungtiere wirken generell blasser.[1]
- Campylorhynchus zonatus curvirostris Ridgway, 1888[8] kommt in der Sierra Nevada de Santa Marta vor. Die Subspezies ähnelt C. z. brevirostris, ist aber kleiner. Die hintere Oberseite ist kräftiger gelbbraun.[1]
- Campylorhynchus zonatus imparilis Borrero & Hernández-Camacho, 1958[9] ist in den Tiefländern des nördlichen Kolumbiens verbreitet. Die Unterart hat einen kürzeren Schwanz als C. z. curvirostris. Die hintere Bereich Unterseite ist weniger stark gefärbt.[1]

Campylorhynchus zonatus vonbloekeri Rowley, JS, 1968 gilt heute als Synonym zur Nominatform.

## Etymologie und Forschungsgeschichte
Die Erstbeschreibung des Tigerzaunkönigs erfolgte 1832 durch René Primevère Lesson unter dem wissenschaftlichen Namen Picolaptes zonatus. Als Verbreitungsgebiet des Typusexemplar gab er Kalifornien an. Die Tafel zur Beschreibung lieferte Jean-Gabriel Prêtre. 1824 führte Johann Baptist von Spix die für die Wissenschaft neue Gattung Campylorhynchus ein. Dieser Name leitet sich von »campylos, camptō καμπυλος, καμπτω« für »gebogen, biegen« und »rhynkhos ῥυγχος« für »Schnabel« ab. Der Artname »zonatus« bedeutet »umgürtelt« und leitet sich vom lateinischen »zona« für »Gürtel« ab. »Costaricensis« bezieht sich auf das Verbreitungsgebiet Costa Rica. »Vulcanius« spiegelt den Fundort des Typusexemplars die Gegend um den Vulkan Tacaná wider. »Restrictus« bedeutet »begrenzt« von »restringere« für »begrenzen«. Das lateinische »imparilis« bedeutet »unterschiedlich, ungleich«. Schließlich sind »brevirostris« Wortgebilde aus »brevis« für »kurz« und »-rostris, rostrum« für »-schnäblig, Schnabel« und »curvirostris« aus »curvus, curvare« für »gebogen, Kurve« und »-rostris, rostrum« für »-schnäblig, Schnabel« »Vonbloekeri« ist John "Jack" Christian Von Bloeker, Jr. (1909–1991) gewidmet.